# Aphidius ferruginosus
Aphidius ferruginosus är en stekelart som beskrevs av Baker 1909. Aphidius ferruginosus ingår i släktet Aphidius och familjen bracksteklar. Inga underarter finns listade i Catalogue of Life.